# Joan Guasch (jugador)
Joan Guasch   (5 de juliol de 1993), és un jugador de rugbi a 13 que juga com a mig de melé i mig d'obertura. Format al club AS Saint-Estève, es va incorporar el 2011 al Sant Esteve XIII Català per disputar el Campionat de França, també va participar en alguns partits de la Superlliga amb els Dracs Catalans el 2014 i el 2015.

## Trajectòria
Joan Guasch és fill de l'exjugador de tretze Bernard Guasch que esdevingué president dels Dracs Catalans i net de José Guasch, jugador del XIII Catalan als anys 50 i de la Unió Esportiva Arlequins de Perpinyà. Esdevingué un titular indiscutible dins del Sant Esteve XIII Català. Després d'haver tingut la seva oportunitat a la Superlliga, no va poder mantenir-hi el seu lloc.

## Palmarès
- Campionat de França:
  - Guanyador el 2019 amb Sant Esteve XIII Català i 2021 amb FC Lézignan XIII.
  - Finalista el 2013 amb Sant Esteve XIII Català.
- Copa de França:
  - Guanyador el 2016 i 2018 amb Sant Esteve XIII Català.
  - Finalista el 2015 i 2019 amb Sant Esteve XIII Català.

## Clubs
| Temporada | Club                    | Competició          | Partits | Punts | Assaigs | Goals | Drops |
| --------- | ----------------------- | ------------------- | ------- | ----- | ------- | ----- | ----- |
| 2011-2012 | Sant Esteve XIII Català | Campionat de França | 15      | -     | -       | -     | -     |
| 2012-2013 | Sant Esteve XIII Català | Campionat de França | 16      | 28    | 3       | 8     | -     |
| 2013-2014 | Sant Esteve XIII Català | Campionat de França | 10      | 71    | -       | 35    | 1     |
| 2013-2014 | Dracs Catalans          | Superlliga          | 4       | -     | -       | -     | -     |
| 2014-2015 | Sant Esteve XIII Català | Campionat de França | 18      | 96    | 17      | 47    | 2     |
| 2014-2015 | Dracs Catalans          | Superlliga          | 2       | -     | -       | -     | -     |
| 2015-2016 | Sant Esteve XIII Català | Campionat de França | 15      | 60    | 4       | 2     | -     |
| 2016-2017 | Sant Esteve XIII Català | Campionat de França | 22      | 45    | 2       | 18    | 1     |
| 2017-2018 | Sant Esteve XIII Català | Campionat de França | 17      | 160   | 3       | 74    | -     |
| 2018-2019 | Sant Esteve XIII Català | Campionat de França | 18      | 98    | -       | 49    | -     |
| 2019-2020 | Sant Esteve XIII Català | Campionat de França | 9       | 5     | 1       | -     | 1     |
| 2020-2021 | FC Lézignan XIII        | Campionat de França | 10      | 10    | 2       | 1     | -     |
| 2022-2023 | Pià XIII                | Campionat de França | -       | -     | -       | -     | -     |
| 2023-2024 | Pià XIII                | Campionat de França | -       | 1     | 1       | 1     | -     |